# Ceredwen
Ceredwen (uttalas kur-ED-win) är ett walesiskt new age-band med medlemmarna Andrew Fryer och Reneé Gray. Gruppen grundades i Wales under början av 1990-talet. Ceredwen sjunger uteslutande på walesiska (kymriska).
Ceredwen har givit ut två album; Ô'r Mabinogi (Celternas legender) (1997) och The Golden Land (Det gyllene landet) (1999).
Trots att bandet endast har två bandmedlemmar innehåller deras musik ett flertal instrument, inkluderande keltiska instrument som bhodran, flöjter och Uilleann pipes kombinerat med högt varierande rytmer och synthkomp.

## Diskografi
Album
- 1997 – Ô'r Mabinogi
- 1999 – The Golden Land

Övrigt
- 1999 – Mystera 2000 – Div. Artister (Ceredwens har med låten "The Gates Of Annwn")
- 1999 – Secret Moments (Somewhere Between Earth And Sky) – Div. Artister (Ceredwens har med låten "Cwynfan Pryderi")
- 2001 – Highlands III: Inspirations From The Islands And Highlands – Div. Artister (Ceredwens har med låten "Morwyn Y Blodau")